# Naapanginbeek
De Naapanginbeek (Fins: Naapanginoja of Naapankinoja) is een beek, die stroomt in de Finse gemeente Muonio, regio Lapland. De beek ontstaat op de hellingen van de Naapankiberg (Naapankivaara). Ze stroomt naar het zuidwesten en geeft haar water af aan de Muonio. Ze is circa 2,5 kilometer lang en behoort tot het stroomgebied van de Torne.
Afwatering: Naapanginbeek → Muonio → Torne → Botnische Golf